# 首尔中央地方法院
首尔中央地方法院（：／*/?）是大韩民国首爾特別市的一間地方法院，管轄範圍為首爾市中心的中區、鐘路區、江南區、瑞草區、冠岳區和銅雀區，院址則座落於於瑞草中央路，毗鄰首爾重整法院。首爾中央地區檢察官辦公室亦坐落於此。

## 歷史
首尔中央地方法院的历史可追溯到1895年4月15日成立的汉城裁判所（한성 재판소）。1947年1月1日，更名首尔地方审理院（서울지방심리원）。1963年7月1日，首尔地方审理院分拆为首尔民事地方法院（서울민사지방법원）与首尔刑事地方法院（서울형사지방법원）。1995年3月1日，首尔民事地方法院与首尔刑事地方法院合并组成首尔地方法院（서울지방법원）。2004年2月1日，东部、南部、北部、西部、议政府支院升格为地方法院，首尔地方法院更名为首尔中央地方法院。

## 審級
首爾中央地方法院為事實審的一審法院，掌理轄區內民事、刑事及交通案件，其上訴法院為首爾高等法院。

## 交通
地鐵
- 首爾教育大學站

## 相關影視
韓劇《漢摩拉比小姐》男、女主角的職場背景即為首爾中央地方法院。